# داویده دی کوینزیو
داویده دی کوینزیو (انگلیسی: Davide Di Quinzio؛ زادهٔ ۲۸ آوریل ۱۹۸۹) بازیکن فوتبال است.
از باشگاه‌هایی که در آن بازی کرده‌است می‌توان به باشگاه فوتبال پیزا اشاره کرد.